# Фірд
Фірд (англо-сакс.: fyrd) — національне ополчення в англосаксонській Британії, що являло собою армію, яка скликалась королем із вільних землевласників для захисту території країни від зовнішньої агресії.
Джерела по принципам формування або військовим якостям англосаксонського ополчення дуже бідні. Очевидно, що на ранніх етапах існування англосаксонських королівств служба у фірді була обов'язковою для кожного вільного землевласника, які тоді складали переважну більшість населення країни. Загальним принципом, імовірно, було виставлення в ополчення одного солдата від гайди. Перша згадка про такий спосіб комплектування фірду міститься у законах Іне, короля Вессексу, що датуються 694 р. З плином часу, однак, стала очевидною недостатня продуктивність гайди землі для утримання добре озброєного воїна. Тому, вже у VIII столітті починається перехід до вибіркового принципу комплектування фірду. Так, у 799 р., Кеневульф, король Мерсії, надав одному зі своїх сподвижників землі розміром у 30 гайд з обов'язком виставлення у фірд всього 5 чоловік. Надалі, видно, правило набору у фірд одного чоловіка з кожних 5 гайд стало загальноприйнятим, про що свідчить «Книга Страшного суду» 1086 р., створена вже після нормандського завоювання Англії.
У складі збройних сил перших англосаксонських королівств фірд грав, імовірно, головну роль. Однак поступово ядром національних військ ставала королівська дружина, краще навчена та екіпірована. Тим не менш, фірд зберігав достатньо вагоме значення до кінця англосаксонського періоду історії Британії. Воїни фірду були відносно добре озброєні, включно з мечами та щитами, та їм не вистачало досвіду та знання техніки ведення бою. В англосаксонській Британії майже не використовувались кавалерія та лучники, а також фортеця як засіб контролю та захисту відповідної території. Крім того, очевидно, що фірд використовувався виключно для відбиття зовнішньої агресії і не був пристосований для ведення наступальної війни. Воїни фірду практично ніколи не призивались на службу за межами свого графства. Всі ці фактори послаблювали міць фірду при зіткненні з дійсно сильним противником та сприяли гучним поразкам англосаксонських військ спочатку від данських вікінгів, а у 1066 р. від армії Вільгельма Завойовника.